# I Want to Tell You
I Want to Tell You (Harrison) är en låt av The Beatles från 1966.

## Låten och inspelningen
George Harrisons tredje låt på “Revolver” avverkades snabbt under två dagar (2 – 3 juni 1966) vilket pekar på den njugghet Lennon och McCartney ofta uppvisade gentemot Harrisons material. Till skillnad från till exempel Love You To så är detta en mer konventionell rocklåt men texten är däremot starkt inspirerad av österländsk filosofi och försöker skildra det som inte kan skildras, som Harrison själv beskrev det. Låten kom med på LP:n Revolver, som utgavs i England och USA 5 augusti respektive 8 augusti 1966- 